# Kindergarten (película)
Kindergarten es una película argentina dramática de 1989 dirigida por Jorge Polaco sobre su propio guion, escrito en colaboración con Daniel González Valtueña, según una idea de Asher Benatar. Es protagonizada por Graciela Borges, Arturo Puig, Luisa Vehil y Elvira Romei.
Poco después de haberse completado no pudo ser estrenada comercialmente debido a que, sin que interviniera órgano administrativo alguno, una orden judicial (que al cabo de varios años fue levantada) dispuso el secuestro de las copias y la prohibición de ser exhibida. En el 2010 finalmente el film fue exhibido en una copia restaurada, en el marco del Festival Internacional de Cine de Mar del Plata.

## Sinopsis
Una maestra y un arquitecto viudo que se conocen en el jardín de infantes adonde concurre el hijo de este de unos 8 años se enamoran y se casan. El esposo debe convivir con su suegro muerto y embalsamado. La película parece insinuar una situación de abuso del niño, que huye corriendo cada vez que ve a su madrastra, si bien esto no queda nunca del todo claro, mientras al mismo tiempo se desarrolla una inestabilidad mental creciente en la familia en la que el niño vive.

## Reparto
- Graciela Borges ... Lía
- Arturo Puig ... Manuel
- Luisa Vehil
- Elvira Romei
- Cecilia Etchegaray
- Luciano Sanguineri
- Alejandro Urdapilleta
- Eithel Bianco
- Margot Moreyra
- Jessica Raffo
- Eleonora Barlante
- Paula Kohn
- Micaela Brandoni
- Mónica Morgenstern
- Néstor Tirri

## Premio
En el Festival Internacional de Amiens de 1990 fue galardonada con el Premio de la ciudad de Amiens.

## Censura
La exhibición del filme fue objeto de una prohibición cautelar por la justicia en el primer caso de censura en Argentina desde del retorno de la democracia en 1983. 
La polémica comenzó con la carta de lectores publicada en La Prensa del 19 de marzo de 1989 en la que Cristina O'Farrell de Gutiérrez afirmó haber visto en una escena filmada a plena luz del día en los bosques de Palermo a dos niños totalmente desnudos que hacían una escena de amor. El abogado Jorge Vergara hizo una denuncia penal a la que de inmediato adhirió el Equipo Episcopal para los Medios de Comunicación Social de la Iglesia católica que en una comunicación a la Comisión Asesora de Exhibiciones Cinematográficas del Instituto Nacional de Cine afirmó que el filme “tiene escenas que no son de amor, ni de pasión, casi son escenas exclusivamente de sexo y provienen de una mente enferma que desconoce que el amor humano es un reflejo del amor a Dios”. El juez Alberto Ricciardi, que no había visto la película, prohibió preventivamente su exhibición afirmando que contenía “una versión antojadiza del amor descripto según el pobre concepto de quienes la concibieron, al punto tal que se asemeja más a un film pornográfico que a una historia de amor”. En su resolución el juez describió escenas que en realidad no se correspondían con el filme. El director y parte del equipo de producción fue acusado de corrupción de menores y ultraje al pudor. 
La causa penal fue sobreseída seis meses después y el estreno se programó para el 12 de octubre de 1989, pero el 9 de ese mes un juez de instrucción en lo penal ordenó secuestrar las copias y el material de promoción del filme  “para preservar la identidad de los dos actores menores involucrados”.
Poco antes de la fecha programada para el estreno estalló una bomba lanzapanfletos cerca de un café en que se encontraba el director y esparció volantes firmados por una anónima "Comisión Pro-Cultura Argentina" en los que se decía  "Estamos hartos de que, con el dinero del pueblo, el Instituto Nacional de Cinematografía financie películas de degenerados como 'Kindergarten' y similares". Aparecieron carteles y volantes anónimos pegados en las paredes o amontonados en los pisos de iglesias y colegios católicos, denunciando el nuevo “porno-cine” argentino y afirmando “Estamos hartos de los artistas y productores drogadictos, lesbianas, marxistas, invertidos y prostitutas que nos imponen su ‘cultura’”.
Del otro lado, los miembros del equipo de Kindergarten rechazaban los cargos y recibían la solidaridad expresada en una conferencia de prensa en el Centro Cultural del Teatro General San Martín perteneciente a la Municipalidad de la ciudad de Buenos Aires en octubre de 1989 por personalidades de la cultura argentina entre las cuales se encontraban María Elena Walsh, Enrique Pinti, Fernando Pino Solanas y Beatriz Sarlo. 
Finalmente, cuando al cabo de varios años la prohibición fue levantada, los productores decidieron no exhibirla. Recién después de 21 años una copia restaurada de la misma fue proyectada en el Festival Internacional de Cine de Mar del Plata en 2010.
En 2008 fueron pasadas por el canal Telefe algunas escenas de las que motivaron la censura. En una de ellas Graciela Borges interpreta a una mujer que ingresa semidesnuda a una bañera y trata de abrazar al niño que estaba bañándose en ella, pero este forcejea y se escapa. En otra escena los personajes de Borges y Puig aparecen desnudos hamacándose en un columpio, sin contacto físico alguno entre ellos. Otra escena que fue objetada mostraba a los protagonistas teniendo relaciones sexuales en el marco de un festejo infantil. También había planos en los que se ven claramente los órganos sexuales del niño, una escena en la cual la amante del personaje de Arturo Puig se columpia desnuda abrazada a dos niños, y otra en la que el mismo personaje se ducha delante del niño protagonista.

## Comentarios
Claudia Selcer escribió para Página/12:

Quien hable de pornografía no tuvo fuerzas para mirar todo el horror que puede caber en la belleza, el hueco que cubren las formas apulpadas. Prefirió quedarse donde calienta la censura. Allí donde –cree– nunca llegarán la locura y la muerte.

En una reseña de Variety se escribió:

Luciano Sanguineri como el hijo proporciona la interpretación juvenil más repugnante desde el bebé deforme de Eraserhead.